# Nuttallina crossota
Nuttallina crossota is een keverslakkensoort uit de familie van de Lepidochitonidae. De wetenschappelijke naam van de soort is voor het eerst geldig gepubliceerd in 1956 door Berry.